# 柳北区
柳北区（りゅうほく-く）は中華人民共和国広西チワン族自治区柳州市に位置する市轄区。

## 行政区画
- 街道:解放街道、雅儒街道、勝利街道、雀児山街道、鋼城街道、錦繡街道、白露街道、躍進街道、柳長街道
- 鎮:石碑坪鎮、沙塘鎮、長塘鎮